# Neoparadoxia
Neoparadoxia (лат.) — род вымерших травоядных морских млекопитающих из миоцена Северной Америки. Жили во время тортонского —
серравальского веков (13,82—7,246 млн лет назад).
Наиболее похож на представителей родов Archaeoparadoxia и Paleoparadoxia, отличаясь бо́льшим размером тела, череп более массивный и более широкий в поперечном направлении, с более крупной полостью рта.

## Классификация
В род включают два вымерших вида:
- Neoparadoxia repenningi Domning & Barnes, 2007typus
- Neoparadoxia cecilialina Barnes, 2013